# Kuifje en de Roze Lotus
Kuifje en de Roze Lotus is een erotische parodie op de verhalen uit de stripreeks Kuifje, en meer in het bijzonder op De Blauwe Lotus, een verhaal uit 1936. Het werd in 2007 uitgebracht door de Spaanse tekenaar en fotograaf Antonio Altarriba, naar aanleiding van de honderdste geboortedag van Hergé.
Het boek werd in 2008 weer uit de handel genomen nadat maatschappij Moulinsart, die de rechten op Kuifje beheert, een rechtszaak had aangespannen.